# Troisième circonscription de la Drôme
La troisième circonscription de la Drôme est l'une des quatre circonscriptions législatives françaises que compte le département de la Drôme (26) situé en région Rhône-Alpes.

## Description géographique et démographique

### De 1958 à 1986

Carte de la troisième circonscription de la Drôme de 1958 à 1986

Le département n'avait que trois circonscriptions. La troisième circonscription était composée de :
- Canton de Bourg-de-Péage
- Canton du Grand-Serre
- Canton de Romans-sur-Isère
- Canton de Saint-Donat-sur-l'Herbasse
- Canton de Saint-Jean-en-Royans
- Canton de Saint-Vallier
- Canton de Tain-l'Hermitage

Réf. Journal Officiel du 13-14 Octobre 1958.

### Depuis 1988
La troisième circonscription de la Drôme est délimitée par le découpage électoral de la loi no 86-1197 du 24 novembre 1986, elle regroupe les divisions administratives suivantes : 
- Canton de Bourdeaux
- Canton de Buis-les-Baronnies
- Canton de Chabeuil
- Canton de La Chapelle-en-Vercors
- Canton de Châtillon-en-Diois
- Canton de Crest-Nord
- Canton de Crest-Sud
- Canton de Die
- Canton de Dieulefit
- Canton de Grignan
- Canton de Luc-en-Diois
- Canton de La Motte-Chalancon
- Canton de Nyons
- Canton de Rémuzat
- Canton de Saillans
- Canton de Saint-Jean-en-Royans
- Canton de Saint-Paul-Trois-Châteaux
- Canton de Séderon.

Commune d'Ambonil.
D'après le recensement général de la population en 2022, réalisé par l'Institut national de la statistique et des études économiques (INSEE), la population totale de cette circonscription est estimée à 136 024 habitants,.

## Historique des députations
| Législature | Début de mandat | Fin de mandat  | Député             | Parti politique              | Observations                                                                                         |
| ----------- | --------------- | -------------- | ------------------ | ---------------------------- | --- |
| IXe         | 23 juin 1988    | 1er avril 1993 | Henri Michel,      | PS,                          | |
| Xe          | 2 avril 1993    | 21 avril 1997  | Hervé Mariton,     | UDF,                         | Maire de Crest Mandat écourté à la suite d'une dissolution parlementaire décidée par Jacques Chirac. |
| XIe         | 12 juin 1997    | 18 juin 2002   | Michel Grégoire,   | PS,                          | Maire de La Roche-sur-le-Buis, Conseiller général du Canton de Buis-les-Baronnies                    |
| XIIe        | 19 juin 2002    | 19 juin 2007   | Hervé Mariton,     | UMP,                         | Maire de Crest                                                                                       |
| XIIIe       | 20 juin 2007    | 19 juin 2012   | Hervé Mariton,     | UMP,                         | Maire de Crest                                                                                       |
| XIVe        | 20 juin 2012    | 20 juin 2017   | Hervé Mariton,     | UMP puis Les Républicains,   | Maire de Crest                                                                                       |
| XVe         | 21 juin 2017    | 21 juin 2022   | Célia de Lavergne, | LREM,                        | |
| XVIe        | 22 juin 2022    | 9 juin 2024    | Marie Pochon       | EÉLV-NUPES                   | Mandat écourté à la suite d'une dissolution parlementaire décidée par Emmanuel Macron.               |
| XVIIe       | 8 juillet 2024  | En cours       | Marie Pochon       | EÉLV-Nouveau front populaire | Secrétaire générale de Notre affaire à tous                                                          |

## Historique des élections

### Élections de 1958
| Candidat       | Candidat                | Parti          | Premier tour | Premier tour | Second tour | Second tour |  |
| Candidat       | Candidat                | Parti          | Voix         | %            | Voix        | %           |  |
| -------------- | ----------------------- | -------------- | ------------ | ------------ | ----------- | ----------- |  |
|                | Paul Deval              | Radsoc         | 11 947       | 26,19        | 15 803      | 34,23       |  |
|                | Henri Durand élu        | CNIP           | 9 173        | 20,11        | 16 153      | 34,99       |  |
|                | Pierre Roudier          | PCF            | 7 135        | 15,64        | 7 032       | 15,23       |  |
|                | Auguste Delaye          | SFIO           | 6 814        | 14,94        | 7 175       | 15,54       |  |
|                | André Bossanne          | MRP            | 5 379        | 11,79        | Retrait     | Retrait     |  |
|                | Gérard Sibeud           | Modérés        | 2 592        | 5,68         | Retrait     | Retrait     |  |
|                | Charles Lahmery-Bozambo | UNR            | 2 577        | 5,65         | Retrait     | Retrait     |  |
|                |                         |                |              |              |             |             |  |
| Inscrits       | Inscrits                | Inscrits       | 62 077       | 100,00       | 62 131      | 100,00      |  |
| Abstentions    | Abstentions             | Abstentions    | 15 925       | 25,65        | 15 575      | 25,07       |  |
| Votants        | Votants                 | Votants        | 46 152       | 74,35        | 46 556      | 74,93       |  |
| Blancs et nuls | Blancs et nuls          | Blancs et nuls | 535          | 1,16         | 393         | 0,84        |  |
| Exprimés       | Exprimés                | Exprimés       | 45 617       | 98,84        | 46 163      | 99,16       |  |

L'élection de M. Henri Durand est annulée parce que son suppléant, Maurice Rey, juge suppléant au Tribunal de commerce de Romans-sur-Isère, ancien dirigeant poujadiste, avait, entre les deux tours de scrutin, sollicité par lettre personnelle - procédé interdit par la loi - ses anciens amis en faveur de M. Durand, alors que le Mouvement Poujade soutenait son adversaire Paul Deval.

### Élections de 1959
| Candidat | Candidat                   | Parti          | Premier tour | Premier tour | Second tour | Second tour |  |
| Candidat | Candidat                   | Parti          | Voix         | %            | Voix        | %           |  |
| --- | -------------------------- | -------------- | ------------ | ------------ | ----------- | ----------- |  |
| | Henri Durand sortant réélu | CNIP           | 11 220       | 29,40        | 19 080      | 46,26       |  |
| | Maurice Michel             | PCF            | 9 792        | 25,67        | 12 871      | 31,20       |  |
| | Paul Deval                 | Divers gauche  | 6 560        | 17,19        | 9 296       | 22,54       |  |
| | Pierre Didier              | UNR-UDT        | 6 517        | 17,08        |             |             |  |
| | Auguste Delaye             | SFIO           | 4 063        | 10,65        |             |             |  |
| |                            |                |              |              |             |             |  |
| Inscrits | Inscrits                   | Inscrits       | 61 910       | 100,00       | 61 884      | 100,00      |  |
| Abstentions | Abstentions                | Abstentions    | 23 379       | 37,76        | 20 094      | 32,47       |  |
| Votants | Votants                    | Votants        | 38 531       | 62,24        | 41 790      | 67,53       |  |
| Blancs et nuls | Blancs et nuls             | Blancs et nuls | 379          | 0,98         | 543         | 1,3         |  |
| Exprimés | Exprimés                   | Exprimés       | 38 152       | 99,02        | 41 247      | 98,7        |  |
| Source : France, Ministère de l'intérieur. Les Elections législatives . Métropole., la Documentation française, 1960 (lire en ligne) |                            |                |              |              |             |             |  |

### Élections de 1962
| Candidat       | Candidat             | Parti          | Premier tour | Premier tour | Second tour | Second tour |  |
| Candidat       | Candidat             | Parti          | Voix         | %            | Voix        | %           |  |
| -------------- | -------------------- | -------------- | ------------ | ------------ | ----------- | ----------- |  |
|                | Pierre Didier élu    | app. UNR-UDT   | 9 350        | 22,88        | 20 547      | 46,36       |  |
|                | Maurice Michel       | PCF            | 8 946        | 21,89        | 14 098      | 31,81       |  |
|                | Henri Durand sortant | CNIP           | 8 646        | 21,16        | 9 673       | 21,83       |  |
|                | Gérard Sibeud        | UNR-UDT        | 7 053        | 17,26        | Retrait     | Retrait     |  |
|                | Auguste Delaye       | SFIO           | 5 583        | 13,66        | Retrait     | Retrait     |  |
|                | Maurice Rey          | UFF            | 1 281        | 3,14         |             |             |  |
|                |                      |                |              |              |             |             |  |
| Inscrits       | Inscrits             | Inscrits       | 63 120       | 100,00       | 63 127      | 100,00      |  |
| Abstentions    | Abstentions          | Abstentions    | 21 595       | 34,21        | 18 043      | 28,58       |  |
| Votants        | Votants              | Votants        | 41 525       | 65,79        | 45 084      | 71,42       |  |
| Blancs et nuls | Blancs et nuls       | Blancs et nuls | 666          | 1,6          | 766         | 1,7         |  |
| Exprimés       | Exprimés             | Exprimés       | 40 859       | 98,4         | 44 318      | 98,3        |  |

Le suppléant de Pierre Didier était Roger Mazet, ingénieur, adjoint au maire de Romans-sur-Isère.

### Élections de 1967
| Candidat       | Candidat              | Parti          | Premier tour | Premier tour | Second tour | Second tour |  |
| Candidat       | Candidat              | Parti          | Voix         | %            | Voix        | %           |  |
| -------------- | --------------------- | -------------- | ------------ | ------------ | ----------- | ----------- |  |
|                | Pierre Didier sortant | RI             | 18 838       | 36,83        | 25 549      | 49,36       |  |
|                | Henri Durand          | CD (PDM)       | 10 853       | 21,22        | Retrait     | Retrait     |  |
|                | Maurice Michel        | PCF            | 10 766       | 21,05        | Retrait     | Retrait     |  |
|                | Georges Fillioud élu  | FGDS (CIR)     | 10 691       | 20,9         | 26 215      | 50,64       |  |
|                |                       |                |              |              |             |             |  |
| Inscrits       | Inscrits              | Inscrits       | 66 334       | 100,00       | 66 328      | 100,00      |  |
| Abstentions    | Abstentions           | Abstentions    | 14 367       | 21,66        | 13 421      | 20,23       |  |
| Votants        | Votants               | Votants        | 51 967       | 78,34        | 52 907      | 79,77       |  |
| Blancs et nuls | Blancs et nuls        | Blancs et nuls | 819          | 1,58         | 1 143       | 2,16        |  |
| Exprimés       | Exprimés              | Exprimés       | 51 148       | 98,42        | 51 764      | 97,84       |  |

Le suppléant de Georges Fillioud était Auguste Delaye, médecin, conseiller général du canton de Saint-Vallier, maire de Saint-Vallier.

### Élections de 1968
| Candidat       | Candidat                 | Parti          | Premier tour | Premier tour | Second tour | Second tour |  |
| Candidat       | Candidat                 | Parti          | Voix         | %            | Voix        | %           |  |
| -------------- | ------------------------ | -------------- | ------------ | ------------ | ----------- | ----------- |  |
|                | Georges Fillioud sortant | FGDS (CIR)     | 12 766       | 25,08        | 24 632      | 47,89       |  |
|                | Gérard Sibeud élu        | UDR (URP)      | 11 231       | 22,06        | 26 801      | 52,11       |  |
|                | Pierre Didier            | RI             | 11 129       | 21,86        | Retrait     | Retrait     |  |
|                | Henri Durand             | CD (PDM)       | 7 648        | 15,02        | Retrait     | Retrait     |  |
|                | Maurice Michel           | PCF            | 7 358        | 14,46        | Retrait     | Retrait     |  |
|                | Jean-Noël Bernard        | PSU            | 770          | 1,51         |             |             |  |
|                |                          |                |              |              |             |             |  |
| Inscrits       | Inscrits                 | Inscrits       | 66 116       | 100,00       | 66 114      | 100,00      |  |
| Abstentions    | Abstentions              | Abstentions    | 14 730       | 22,28        | 13 583      | 20,54       |  |
| Votants        | Votants                  | Votants        | 51 386       | 77,72        | 52 531      | 79,46       |  |
| Blancs et nuls | Blancs et nuls           | Blancs et nuls | 484          | 0,94         | 1 098       | 2,09        |  |
| Exprimés       | Exprimés                 | Exprimés       | 50 902       | 99,06        | 51 433      | 97,91       |  |

Le suppléant de Gérard Sibeud était Maurice Jean-Huillier.
Gérard Sibeud quitte le groupe UDR en octobre 1972.

### Élections de 1973
| Candidat       | Candidat              | Parti                     | Premier tour | Premier tour | Second tour | Second tour |  |
| Candidat       | Candidat              | Parti                     | Voix         | %            | Voix        | %           |  |
| -------------- | --------------------- | ------------------------- | ------------ | ------------ | ----------- | ----------- |  |
|                | Georges Fillioud élu  | PS (UGSD)                 | 18 199       | 33,34        | 29 766      | 51,79       |  |
|                | Pierre Didier         | RI (URP)                  | 14 138       | 25,9         | 27 705      | 48,21       |  |
|                | Gérard Sibeud sortant | Divers droite (Gaulliste) | 9 352        | 17,13        | Retrait     | Retrait     |  |
|                | Élie Belle            | PCF                       | 8 017        | 14,69        | Retrait     | Retrait     |  |
|                | Jacques Billy         | MR                        | 4 873        | 8,93         |             |             |  |
|                |                       |                           |              |              |             |             |  |
| Inscrits       | Inscrits              | Inscrits                  | 69 642       | 100,00       | 69 622      | 100,00      |  |
| Abstentions    | Abstentions           | Abstentions               | 13 989       | 20,09        | 11 100      | 15,94       |  |
| Votants        | Votants               | Votants                   | 55 653       | 79,91        | 58 522      | 84,06       |  |
| Blancs et nuls | Blancs et nuls        | Blancs et nuls            | 1 074        | 1,93         | 1 051       | 1,8         |  |
| Exprimés       | Exprimés              | Exprimés                  | 54 579       | 98,07        | 57 471      | 98,2        |  |

Le suppléant de Georges Fillioud était André Brunet, négociant, maire de Saint-Sorlin-en-Valloire, conseiller général du canton du Grand-Serre.

### Élections de 1978
| Candidat       | Candidat                       | Parti          | Premier tour | Premier tour | Second tour | Second tour |  |
| Candidat       | Candidat                       | Parti          | Voix         | %            | Voix        | %           |  |
| -------------- | ------------------------------ | -------------- | ------------ | ------------ | ----------- | ----------- |  |
|                | Georges Fillioud sortant réélu | PS             | 21 235       | 33,45        | 34 868      | 52,8        |  |
|                | Paul Durand                    | UDF (PR)       | 18 740       | 29,52        | 31 167      | 47,2        |  |
|                | Élie Belle                     | PCF            | 10 828       | 17,06        | Retrait     | Retrait     |  |
|                | Josette Brun-Vuillermet        | RPR            | 6 813        | 10,73        |             |             |  |
|                | Mireille Chantriaux            | PSU (FA)       | 3 063        | 4,82         |             |             |  |
|                | Louis-Paul Bossan              | PSD            | 1 160        | 1,83         |             |             |  |
|                | Maurice Laure                  | LO             | 772          | 1,22         |             |             |  |
|                | Antoinette Carpène             | FN             | 673          | 1,06         |             |             |  |
|                | Colette Martin                 | UOPDP          | 204          | 0,32         |             |             |  |
|                |                                |                |              |              |             |             |  |
| Inscrits       | Inscrits                       | Inscrits       | 79 144       | 100,00       | 79 141      | 100,00      |  |
| Abstentions    | Abstentions                    | Abstentions    | 14 399       | 18,19        | 11 901      | 15,04       |  |
| Votants        | Votants                        | Votants        | 64 745       | 81,81        | 67 240      | 84,96       |  |
| Blancs et nuls | Blancs et nuls                 | Blancs et nuls | 1 257        | 1,94         | 1 205       | 1,79        |  |
| Exprimés       | Exprimés                       | Exprimés       | 63 488       | 98,06        | 66 035      | 98,21       |  |

Le suppléant de Georges Fillioud était André Brunet.

### Élections de 1981
| Candidat       | Candidat                       | Parti                   | Premier tour | Premier tour | Second tour | Second tour |  |
| Candidat       | Candidat                       | Parti                   | Voix         | %            | Voix        | %           |  |
| -------------- | ------------------------------ | ----------------------- | ------------ | ------------ | ----------- | ----------- |  |
|                | Georges Fillioud sortant réélu | PS                      | 25 190       | 46,13        | 35 129      | 58,70       |  |
|                | Paul Durand                    | UDF (PR)                | 20 111       | 36,83        | 24 711      | 41,30       |  |
|                | Élie Belle                     | PCF                     | 6 267        | 11,48        |             |             |  |
|                | Denis Donger                   | Divers écologiste (PSU) | 1 836        | 3,36         |             |             |  |
|                | Yvette Robert                  | FN                      | 1 194        | 2,19         |             |             |  |
|                | Gilles Buna                    | CCA                     | 4            | 0,01         |             |             |  |
|                |                                |                         |              |              |             |             |  |
| Inscrits       | Inscrits                       | Inscrits                | 81 684       | 100,00       | 81 681      | 100,00      |  |
| Abstentions    | Abstentions                    | Abstentions             | 26 300       | 32,2         | 20 758      | 25,41       |  |
| Votants        | Votants                        | Votants                 | 55 384       | 67,8         | 60 923      | 74,59       |  |
| Blancs et nuls | Blancs et nuls                 | Blancs et nuls          | 782          | 1,41         | 1 083       | 1,78        |  |
| Exprimés       | Exprimés                       | Exprimés                | 54 602       | 98,59        | 59 840      | 98,22       |  |

Le suppléant de Georges Fillioud était André Brunet. André Brunet remplaça Georges Fillioud, nommé membre du gouvernement, du 25 juillet 1981 au 1er avril 1986.

### Élections de 1988
| Candidat       | Candidat            | Parti          | Premier tour | Premier tour | Second tour | Second tour |  |
| Candidat       | Candidat            | Parti          | Voix         | %            | Voix        | %           |  |
| -------------- | ------------------- | -------------- | ------------ | ------------ | ----------- | ----------- |  |
|                | Henri Michel élu    | PS             | 22 400       | 43,61        | 31 243      | 55,88       |  |
|                | Hervé Mariton       | UDF (PR) (URC) | 17 408       | 33,89        | 24 671      | 44,12       |  |
|                | Jean-Pierre Rambaud | PCF            | 6 547        | 12,75        |             |             |  |
|                | Georges Carlot      | FN             | 5 005        | 9,74         |             |             |  |
|                |                     |                |              |              |             |             |  |
| Inscrits       | Inscrits            | Inscrits       | 78 508       | 100,00       | 78 501      | 100,00      |  |
| Abstentions    | Abstentions         | Abstentions    | 26 127       | 33,28        | 21 169      | 26,97       |  |
| Votants        | Votants             | Votants        | 52 381       | 66,72        | 57 332      | 73,03       |  |
| Blancs et nuls | Blancs et nuls      | Blancs et nuls | 1 021        | 1,95         | 1 418       | 2,47        |  |
| Exprimés       | Exprimés            | Exprimés       | 51 360       | 98,05        | 55 914      | 97,53       |  |

Le suppléant d'Henri Michel était Jean Besson, conseiller régional, Vice-Président du Conseil général, conseiller général du canton de Rémuzat. Jean Besson est élu sénateur le 24 septembre 1989.

### Élections de 1993
| Candidat       | Candidat             | Parti          | Premier tour | Premier tour | Second tour | Second tour |  |
| Candidat       | Candidat             | Parti          | Voix         | %            | Voix        | %           |  |
| -------------- | -------------------- | -------------- | ------------ | ------------ | ----------- | ----------- |  |
|                | Hervé Mariton élu    | UDF (PR)       | 11 360       | 20,89        | 30 155      | 54,98       |  |
|                | Henri Michel sortant | PS (ADFP)      | 11 009       | 20,24        | 24 688      | 45,02       |  |
|                | Michel Faure         | RPR            | 9 996        | 18,38        |             |             |  |
|                | Gérard Védrines      | GÉ (EÉ)        | 7 277        | 13,38        |             |             |  |
|                | Georges Carlot       | FN             | 5 581        | 10,26        |             |             |  |
|                | Jean-Pierre Rambaud  | PCF            | 5 121        | 9,42         |             |             |  |
|                | Bernard Dinges       | CPNT           | 3 413        | 6,28         |             |             |  |
|                | Roch Abbate          | CNI            | 623          | 1,15         |             |             |  |
|                |                      |                |              |              |             |             |  |
| Inscrits       | Inscrits             | Inscrits       | 81 391       | 100,00       | 81 388      | 100,00      |  |
| Abstentions    | Abstentions          | Abstentions    | 23 903       | 29,37        | 22 317      | 27,42       |  |
| Votants        | Votants              | Votants        | 57 488       | 70,63        | 59 071      | 72,58       |  |
| Blancs et nuls | Blancs et nuls       | Blancs et nuls | 3 108        | 5,41         | 4 228       | 7,16        |  |
| Exprimés       | Exprimés             | Exprimés       | 54 380       | 94,59        | 54 843      | 92,84       |  |

Le suppléant d'Hervé Mariton était Yves Roux, agriculteur, maire de Mollans-sur-Ouvèze.

### Élections de 1997
| Candidat       | Candidat              | Parti          | Premier tour | Premier tour | Second tour | Second tour |  |
| Candidat       | Candidat              | Parti          | Voix         | %            | Voix        | %           |  |
| -------------- | --------------------- | -------------- | ------------ | ------------ | ----------- | ----------- |  |
|                | Hervé Mariton sortant | UDF (AD)       | 18 118       | 32,92        | 28 870      | 49,1        |  |
|                | Michel Grégoire élu   | PS             | 14 201       | 25,8         | 29 927      | 50,9        |  |
|                | Romain Roustan        | FN             | 8 451        | 15,36        |             |             |  |
|                | Jean-Pierre Rambaud   | PCF            | 6 685        | 12,15        |             |             |  |
|                | Didier Jouve          | PE             | 2 633        | 4,78         |             |             |  |
|                | Paul-Bernard Pruvost  | GÉ             | 2 226        | 4,04         |             |             |  |
|                | Hubert Bouyac         | LDI (MPF)      | 1 759        | 3,2          |             |             |  |
|                | Bernard Denis         | IR             | 962          | 1,75         |             |             |  |
|                |                       |                |              |              |             |             |  |
| Inscrits       | Inscrits              | Inscrits       | 82 611       | 100,00       | 82 631      | 100,00      |  |
| Abstentions    | Abstentions           | Abstentions    | 24 414       | 29,55        | 20 251      | 24,51       |  |
| Votants        | Votants               | Votants        | 58 197       | 70,45        | 62 380      | 75,49       |  |
| Blancs et nuls | Blancs et nuls        | Blancs et nuls | 3 162        | 5,43         | 3 583       | 5,74        |  |
| Exprimés       | Exprimés              | Exprimés       | 55 035       | 94,57        | 58 797      | 94,26       |  |

La suppléante de Michel Grégoire était Anne-Marie Domergue, maire de Plan-de-Baix.

### Élections de 2002
| Candidat       | Candidat                 | Parti             | Premier tour | Premier tour | Second tour | Second tour |  |
| Candidat       | Candidat                 | Parti             | Voix         | %            | Voix        | %           |  |
| -------------- | ------------------------ | ----------------- | ------------ | ------------ | ----------- | ----------- |  |
|                | Hervé Mariton élu        | UMP               | 21 943       | 35,78        | 30 258      | 52,51       |  |
|                | Michel Grégoire sortant  | PS                | 17 985       | 29,33        | 27 366      | 47,49       |  |
|                | Christine Alcouffe-Malet | FN                | 7 187        | 11,72        |             |             |  |
|                | Jean-Pierre Rambaud      | PCF               | 2 891        | 4,71         |             |             |  |
|                | François Pégon           | UDF               | 2 145        | 3,5          |             |             |  |
|                | Pierre Riguet            | Les Verts         | 1 739        | 2,84         |             |             |  |
|                | Bernard Bailly           | CPNT              | 1 649        | 2,69         |             |             |  |
|                | Jérémie Chambon          | LCR               | 1 221        | 1,99         |             |             |  |
|                | Catherine Coutard        | Pôle républicain  | 1 055        | 1,72         |             |             |  |
|                | Roger Saunois            | Extrême droite    | 804          | 1,31         |             |             |  |
|                | Jean-Luc Passaro         | LT-LNÉ            | 590          | 0,96         |             |             |  |
|                | Magali Roustan           | MNR               | 546          | 0,89         |             |             |  |
|                | Georges Zaragoza         | LO                | 366          | 0,6          |             |             |  |
|                | Christophe Frachon       | MPF               | 353          | 0,58         |             |             |  |
|                | Danielle Tosello         | S&P               | 226          | 0,37         |             |             |  |
|                | France Gamerre           | GÉ                | 179          | 0,29         |             |             |  |
|                | François Degans          | Divers écologiste | 157          | 0,26         |             |             |  |
|                | Servanne Portzert        | MHAN              | 156          | 0,25         |             |             |  |
|                | Philippe Monsillon       | PT                | 134          | 0,22         |             |             |  |
|                |                          |                   |              |              |             |             |  |
| Inscrits       | Inscrits                 | Inscrits          | 90 338       | 100,00       | 90 331      | 100,00      |  |
| Abstentions    | Abstentions              | Abstentions       | 27 780       | 30,75        | 30 411      | 33,67       |  |
| Votants        | Votants                  | Votants           | 62 558       | 69,25        | 59 920      | 66,33       |  |
| Blancs et nuls | Blancs et nuls           | Blancs et nuls    | 1 232        | 1,97         | 2 296       | 3,83        |  |
| Exprimés       | Exprimés                 | Exprimés          | 61 326       | 98,03        | 57 624      | 96,17       |  |

Le suppléant d'Hervé Mariton était Fabien Limonta, RPR, chef d'entreprise, de Saint-Paul-Trois-Châteaux. Fabien Limonta remplaça Hervé Mariton, nommé membre du gouvernement, du 29 avril au 19 juin 2007.

### Élections de 2007
| Candidat       | Candidat                    | Parti             | Premier tour | Premier tour | Second tour | Second tour |  |
| Candidat       | Candidat                    | Parti             | Voix         | %            | Voix        | %           |  |
| -------------- | --------------------------- | ----------------- | ------------ | ------------ | ----------- | ----------- |  |
|                | Hervé Mariton sortant réélu | UMP               | 27 779       | 44,03        | 33 147      | 52,62       |  |
|                | Michel Grégoire             | PS                | 17 263       | 27,36        | 29 848      | 47,38       |  |
|                | François Pégon              | UDF–MoDem         | 4 689        | 7,43         |             |             |  |
|                | Philippe Berrard            | Les Verts         | 3 541        | 5,61         |             |             |  |
|                | Daniel Pélissier            | FN                | 2 836        | 4,5          |             |             |  |
|                | Joël Mottet                 | PCF               | 2 815        | 4,46         |             |             |  |
|                | Gérard Gagnier              | LCR               | 1 939        | 3,07         |             |             |  |
|                | Gérald Tanniou              | LT-LNÉ            | 616          | 0,98         |             |             |  |
|                | Catherine Règue             | MPF               | 576          | 0,91         |             |             |  |
|                | Michel Piot                 | LO                | 375          | 0,59         |             |             |  |
|                | Jeanquier                   | MNR               | 318          | 0,5          |             |             |  |
|                | Laurence Simon              | Régionaliste (PO) | 192          | 0,3          |             |             |  |
|                | Marie-Antoinett Thivel      | Divers droite     | 150          | 0,24         |             |             |  |
|                |                             |                   |              |              |             |             |  |
| Inscrits       | Inscrits                    | Inscrits          | 98 034       | 100,00       | 98 040      | 100,00      |  |
| Abstentions    | Abstentions                 | Abstentions       | 33 882       | 34,56        | 32 992      | 33,65       |  |
| Votants        | Votants                     | Votants           | 64 152       | 65,44        | 65 048      | 66,35       |  |
| Blancs et nuls | Blancs et nuls              | Blancs et nuls    | 1 063        | 1,66         | 2 053       | 3,16        |  |
| Exprimés       | Exprimés                    | Exprimés          | 63 089       | 98,34        | 62 995      | 96,84       |  |

Le suppléant d'Hervé Mariton était Fabien Limonta, conseiller municipal de Saint-Paul-Trois-Châteaux, conseiller général du canton de Saint-Paul-Trois-Châteaux.

### Élections de 2012
| Candidat       | Candidat                    | Parti          | Premier tour | Premier tour | Second tour | Second tour |  |
| Candidat       | Candidat                    | Parti          | Voix         | %            | Voix        | %           |  |
| -------------- | --------------------------- | -------------- | ------------ | ------------ | ----------- | ----------- |  |
|                | Hervé Mariton sortant réélu | UMP            | 24 111       | 36,51        | 32 913      | 51,00       |  |
|                | Hervé Rasclard              | PS             | 19 729       | 29,87        | 31 618      | 49,00       |  |
|                | Laure Pellier               | RBM (FN)       | 9 548        | 14,46        |             |             |  |
|                | Corinne Morel Darleux       | FG (PG)        | 6 273        | 9,50         |             |             |  |
|                | Delphine Petit              | EÉLV           | 3 858        | 5,84         |             |             |  |
|                | Chantal Frisch              | CpF (MoDem)    | 953          | 1,44         |             |             |  |
|                | Mireille Bertaux            | NPA (ALT, MOC) | 739          | 1,12         |             |             |  |
|                | Éméa Vlaemynck              | LT-LNÉ         | 578          | 0,88         |             |             |  |
|                | Thomas Spreux               | LO             | 255          | 0,39         |             |             |  |
|                | Jean-François Jaquier       | RIC            | 3            | 0,00         |             |             |  |
|                |                             |                |              |              |             |             |  |
| Inscrits       | Inscrits                    | Inscrits       | 102 613      | 100,00       | 102 603     | 100,00      |  |
| Abstentions    | Abstentions                 | Abstentions    | 35 814       | 34,9         | 36 241      | 35,32       |  |
| Votants        | Votants                     | Votants        | 66 799       | 65,1         | 66 362      | 64,68       |  |
| Blancs et nuls | Blancs et nuls              | Blancs et nuls | 752          | 1,13         | 1 831       | 2,76        |  |
| Exprimés       | Exprimés                    | Exprimés       | 66 047       | 98,87        | 64 531      | 97,24       |  |

Le suppléant d'Hervé Mariton était Fabien Limonta.

### Élections de 2017
|                                                                           |                                                                     |                           |                           |                          |                          |
|                                                                           |                                                                     | Premier tour 11 juin 2017 | Premier tour 11 juin 2017 | Second tour 18 juin 2017 | Second tour 18 juin 2017 |
|                                                                           |                                                                     |                           |                           |                          |                          |
|                                                                           |                                                                     | Nombre                    | % des inscrits            | Nombre                   | % des inscrits           |
| Inscrits                                                                  | Inscrits                                                            | 106 726                   | 100,00                    | 106 713                  | 100,00                   |
| Abstentions                                                               | Abstentions                                                         | 47 613                    | 44,61                     | 56 453                   | 52,90                    |
| Votants                                                                   | Votants                                                             | 59 113                    | 55,39                     | 50 260                   | 47,10                    |
|                                                                           |                                                                     |                           | % des votants             |                          | % des votants            |
| Bulletins blancs                                                          | Bulletins blancs                                                    | 759                       | 1,28                      | 5 489                    | 10,92                    |
| Bulletins nuls                                                            | Bulletins nuls                                                      | 276                       | 0,47                      | 1 747                    | 3,48                     |
| Suffrages exprimés                                                        | Suffrages exprimés                                                  | 58 078                    | 98,25                     | 43 024                   | 85,60                    |
|                                                                           |                                                                     |                           |                           |                          |                          |
| Candidat Étiquette politique (partis et alliances)                        | Candidat Étiquette politique (partis et alliances)                  | Voix                      | % des exprimés            | Voix                     | % des exprimés           |
|                                                                           |                                                                     |                           |                           |                          |                          |
|                                                                           | Célia de Lavergne La République en marche !                         | 19 158                    | 32,99                     | 24 518                   | 56,99                    |
|                                                                           | Paul Bérard Les Républicains (Union des démocrates et indépendants) | 11 287                    | 19,43                     | 18 506                   | 43,01                    |
|                                                                           | Didier Thévenieau La France insoumise                               | 9 725                     | 16,74                     |                          |                          |
|                                                                           | Rachel Reygnier Front national                                      | 7 686                     | 13,23                     |                          |                          |
|                                                                           | Pascale Rochas Parti socialiste                                     | 4 446                     | 7,66                      |                          |                          |
|                                                                           | Martine Morvan Europe Écologie Les Verts                            | 2 280                     | 3,93                      |                          |                          |
|                                                                           | Chantal Bélézy Parti communiste français                            | 773                       | 1,33                      |                          |                          |
|                                                                           | Gabriel Lacroix Confédération pour l'homme, l'animal et la planète  | 744                       | 1,28                      |                          |                          |
|                                                                           | Norbert Aguera Debout la France                                     | 742                       | 1,28                      |                          |                          |
|                                                                           | Frédéric Amandola Mouvement 100%                                    | 411                       | 0,71                      |                          |                          |
|                                                                           | Brigitte Rousselet Union populaire républicaine                     | 371                       | 0,64                      |                          |                          |
|                                                                           | Charly Champmartin Lutte ouvrière                                   | 307                       | 0,53                      |                          |                          |
|                                                                           | Rodolphe Dejour La France qui ose                                   | 144                       | 0,25                      |                          |                          |
|                                                                           | Adeline Kargué Sans étiquette                                       | 4                         | 0,01                      |                          |                          |
| Source : Ministère de l'Intérieur - Troisième circonscription de la Drôme |                                                                     |                           |                           |                          |                          |

Le suppléant de Célia de Lavergne était Xavier Charmoy, libraire à Nyons.

### Élections de 2022
|                                                    |                                                                                       |                           |                           |                          |                          |
|                                                    |                                                                                       | Premier tour 12 juin 2022 | Premier tour 12 juin 2022 | Second tour 19 juin 2022 | Second tour 19 juin 2022 |
|                                                    |                                                                                       |                           |                           |                          |                          |
|                                                    |                                                                                       | Nombre                    | % des inscrits            | Nombre                   | % des inscrits           |
| Inscrits                                           | Inscrits                                                                              | 110 901                   | 100                       | 110 921                  | 100                      |
| Abstentions                                        | Abstentions                                                                           | 46 867                    | 42,26                     | 48 889                   | 44,08                    |
| Votants                                            | Votants                                                                               | 64 034                    | 57,74                     | 62 032                   | 55,92                    |
|                                                    |                                                                                       |                           | % des votants             |                          | % des votants            |
| Bulletins blancs                                   | Bulletins blancs                                                                      | 835                       | 1,30                      | 3 727                    | 6,01                     |
| Bulletins nuls                                     | Bulletins nuls                                                                        | 294                       | 0,46                      | 1 550                    | 2,50                     |
| Suffrages exprimés                                 | Suffrages exprimés                                                                    | 62 905                    | 98,24                     | 56 755                   | 91,49                    |
|                                                    |                                                                                       |                           |                           |                          |                          |
| Candidat Étiquette politique (partis et alliances) | Candidat Étiquette politique (partis et alliances)                                    | Voix                      | % des exprimés            | Voix                     | % des exprimés           |
|                                                    |                                                                                       |                           |                           |                          |                          |
|                                                    | Marie Pochon Nouvelle Union populaire écologique et sociale Europe Écologie Les Verts | 22 323                    | 35,49                     | 29 636                   | 52,22                    |
|                                                    | Célia de Lavergne* Ensemble !                                                         | 14 784                    | 23,50                     | 27 119                   | 47,78                    |
|                                                    | Philippe Dos Reis Rassemblement national                                              | 10 002                    | 15,90                     |                          |                          |
|                                                    | Paul Bérard Les Républicains                                                          | 9 986                     | 15,87                     |                          |                          |
|                                                    | Virginie Raynal Reconquête                                                            | 2 147                     | 3,41                      |                          |                          |
|                                                    | Alain Maurice Divers gauche                                                           | 2 093                     | 3,33                      |                          |                          |
|                                                    | Sylvie Martin Droite souverainiste                                                    | 925                       | 1,47                      |                          |                          |
|                                                    | Charly Champmartin Lutte ouvrière                                                     | 643                       | 1,02                      |                          |                          |
|                                                    | Élise Blanchard Divers gauche                                                         | 2                         | 0,00                      |                          |                          |
| * Députée sortante                                 |                                                                                       |                           |                           |                          |                          |

Le suppléant de Marie Pochon était Christian Bussat, ancien éleveur bio, maire de Dieulefit.

### Élections de 2024
| Candidat                 | Candidat                 | Parti et coalition       | Nuance                   | Premier tour | Premier tour | Second tour | Second tour |
| Candidat                 | Candidat                 | Parti et coalition       | Nuance                   | Voix         | %            | Voix        | %           |
| ------------------------ | ------------------------ | ------------------------ | ------------------------ | ------------ | ------------ | ----------- | ----------- |
|                          | Marie Pochon             | LÉ (NFP)                 | UG                       | 30 618       | 37,96        | 43 483      | 56,59       |
|                          | Adhémar Autrand          | RAD+RN                   | UXD                      | 26 019       | 32,26        | 33 361      | 43,31       |
|                          | Lander Marchionni        | RE (ENS)                 | ENS                      | 15 396       | 19,09        | Retrait     | Retrait     |
|                          | Patricia Picard          | LR                       | LR                       | 6 855        | 8,50         |             |             |
|                          | Charly Champmartin       | LO                       | EXG                      | 908          | 1,13         |             |             |
|                          | Frédérique Simoncini     | REC                      | REC                      | 853          | 1,06         |             |             |
|                          |                          |                          |                          |              |              |             |             |
| Votes valides            | Votes valides            | Votes valides            | Votes valides            | 80 649       | 97,15        | 76 844      | 92,00       |
| Votes blancs             | Votes blancs             | Votes blancs             | Votes blancs             | 1 566        | 1,89         | 5 127       | 6,14        |
| Votes nuls               | Votes nuls               | Votes nuls               | Votes nuls               | 803          | 0,97         | 1 556       | 1,86        |
| Total                    | Total                    | Total                    | Total                    | 83 018       | 100          | 83 527      | 100         |
| Abstention               | Abstention               | Abstention               | Abstention               | 27 829       | 25,11        | 27 321      | 24,65       |
| Inscrits / participation | Inscrits / participation | Inscrits / participation | Inscrits / participation | 110 847      | 74,89        | 110 848     | 75,35       |

Le suppléant de Marie Pochon est Christian Bussat, ancien éleveur bio, maire de Dieulefit.

#### Département de la Drôme
- La fiche de l'INSEE de cette circonscription : « Tableaux et Analyses de la troisième circonscription de la Drôme », sur insee.fr, site de l'Institut national de la statistique et des études économiques (consulté le 10 juin 2007) [PDF]

- « Tous les députés du département de la Drôme depuis 1789 », sur assemblee-nationale.fr, site de l'Assemblée nationale française (consulté le 10 juin 2007)

- « Informations contentieuses sur le département de la Drôme (Élections législatives de 2002) », sur conseil-constitutionnel.fr, site du Conseil constitutionnel (consulté le 13 juin 2007)

#### Circonscriptions en France
- « Carte des circonscriptions législatives en France », sur assemblee-nationale.fr, site de l'Assemblée nationale française (consulté le 20 juin 2007)

- « Résultats électoraux officiels en France », sur interieur.gouv.fr, site du ministère de l'Intérieur (France) (consulté le 13 juin 2007)

- Description et Atlas des circonscriptions électorales de France sur http://www.atlaspol.com, Atlaspol, site de cartographie géopolitique, consulté le 13 juin 2007.